# Miss Firecracker
Miss Firecracker ist eine US-amerikanische Filmkomödie aus dem Jahr 1989. Regie führte Thomas Schlamme, das Drehbuch schrieb Beth Henley anhand des eigenen Theaterstücks The Miss Firecracker Contest aus dem Jahr 1984.

## Handlung
Carnelle (Holly Hunter) nimmt an der Miss Firecracker-Schönheitswahl teil, die in ihrer Heimatstadt Yazoo City, Mississippi, jedes Jahr am 4. Juli stattfindet, in der Hoffnung, dem Sieg ihrer Cousine Elain (Mary Steenburgen) einige Jahre zuvor nachzueifern. Carnelle wurde nach dem Tod ihrer Mutter als Waisenkind von ihren adeligen Cousinen aufgenommen und wächst promiskuitiv, frech, unweiblich und ohne Anmut auf. Nur wenige erwarten, dass sie gewinnen kann, ihre engsten Freunde und Verwandten glauben, dass sie auf eine große Enttäuschung zusteuert, aber Carnelle ist immer hoffnungsvoll.
Als ihr anderer Cousin, der exzentrische Soziopath Delmount (Tim Robbins), beschließt, das Haus, in dem sie beide leben, zu verkaufen, um Geld zu verdienen, wird Carnelle noch entschlossener zu gewinnen, da sie darin eine Möglichkeit sieht, ihrer Kleinstadtexistenz zu entkommen. Elain kehrt nach einer Trennung von ihrem Mann in die Stadt zurück, um eine Rede bei der Misswahl zu halten. Carnelle besteht darauf, dass Elain sie das rote Kleid tragen lässt, in dem sie den Wettbewerb gewonnen hat, weil sie glaubt, dass ihr das den Erfolg garantieren wird. Elain zögert, Carnelle das Kleid zu geben und erfindet Ausreden, warum sie es nicht haben kann, während sie so tut, als würde sie sie unterstützen.
Carnelle kommt überraschend in die engere Auswahl für den Wettbewerb, als eine der anderen Kandidatinnen aussteigt. Ohne ein rotes Kleid bricht sie in ein verschlossenes Zimmer im Haus einer kranken Verwandten ein und nimmt ein altes Kleid mit, um es anzuziehen. Beim Finale wird sie Letzte und ist frustriert über ihren Misserfolg. Zurück im Haus entdeckt sie, dass Elain das Kleid die ganze Zeit dabei hatte und sie belogen hat. Sie konfrontiert Elain damit und stellt fest, dass der Festzug doch nicht das Wichtigste ist. Dann verlässt sie das Haus und geht zur Sternwarte der Stadt, um sich das Feuerwerk des Festzugs anzusehen.

## Kritiken
Roger Ebert schrieb in der Chicago Sun-Times vom 28. April 1989, die erzählte Geschichte, in der „junge Frauen bittere Tränen weinen, weil ihre ältere Schwestern schöner als sie sind“, sei nicht neu. Henley verwandle jedoch etwas von der „schmerzhaften Offenheit“ in „fröhliche Blödheit“, die aufmunternd wirke. Das Spiel der Schauspielerinnen würde soviel „Erkenntnis“ aufweisen, als ob sie einmal selbst von dem Titel geträumt hätten. Die Darstellungen von Tim Robbins und Alfre Woodard seien „versteckte Schätze“ des Films. Die Komödie gebe viel vom Lokalkolorit des Drehortes wieder.
Das Lexikon des internationalen Films schrieb, die Komödie sei „in der Hauptrolle unnachahmlich gespielt“.

## Hintergründe
Der Film wurde in Yazoo City (Yazoo County, Mississippi) gedreht. Er spielte in den Kinos der USA ca. 1,85 Millionen US-Dollar ein.